# Sveti Marko
Sveti Marko, evanđelist, kršćanski svetac, autor Evanđelja po Marku, aleksandrijski biskup, utemeljitelj kršćanske zajednice u sjevernoj Africi, zaštitnik Venecije.

## Životopis

### Djetinjstvo
Sveti Marko po svemu je bio Židov koji je slijedio Isusa i prihvatio kršćanstvo. Deset puta spominje se u Novom zavjetu. Vjerojatno je on, mladić, koji je išao za uhićenim Isusom, zaogrnut plahtom, a kad su ga htjeli uhvatiti, ostavlja plahtu i bježi gol. Na drugom mjestu u Svetom pismu opet stoji da sv. Petar, čudesno oslobođen okova, dolazi u kuću majke Ivana Marka.

### Kasnija predaja
Predaja koja je slijedila novozavjetnim tekstovima mnogo je bogatija, već i stoga što se Marka smatralo osnivačem jedne od prestižnih crkava s početka kršćanstva, one u Aleksandriji. Prema tim predajama, Marko je prešao na kršćanstvo pod utjecajem sv. Petra, kojemu od tada služi kao tumač, jer Petar nije govorio grčkim jezikom. Zajedno sa svojim rođakom Barnabom i sa sv. Pavlom putuje od Jeruzalema na svoje prvo putovanje u Antiohiju. Marko prati Barnabu oko 50. godine na njegovom putovanju na Cipar. Na daljnja putovanja ga Pavao nije htio voditi (o tome izvješćuju i novozavjetna Djela apostolska). Za vrijeme prvog Pavlovog zatočeništva u Rimu oko 60. godine Marko, koji se pripremao za svoje putovanje u Malu Aziju, susreće Pavla i tada su se pomirili. Prema legendi, Pavao ga je nagovorio da piše Evanđelje, najprije ga šalje u Agileju, a onda u Aleksandriju da propovijeda Evanđelje. Predaja kaže da oko 65. godine odlazi u Aleksandriju i tamo osniva Crkvu. Kao biskupa Aleksandrije napadaju ga na oltaru, neprijateljski raspoloženi stanovnici, vežu ga oko vrata i tako vuku dok nije umro. To je bilo 25. travnja 68. Nevrijeme je spriječilo ubojice da ga spale, njegovo je tijelo ostalo netaknuto, a kršćani ga zakapaju.

## Evanđelje po Marku
Marko je napisao Evanđelje, koje se, prema nekim drevnim zapisima koji su danas ipak diskutabilni, temelji na Petrovim propovijedima u Rimu, a koje po njemu dobiva ime Evanđelje po Marku ili Markovo evanđelje, najstarije je od svih Evanđelja. Marko više od drugih evanđelista ističe Isusovo čovještvo. I drugi evanđelisti naglašavaju da je Isus doista pravi čovjek, ali ga promatraju u svjetlu proslavljenoga Gospodina. Njegovo je evanđelje vjerojatno nastalo prije 70. godine, jer ne pokazuje da je pisac znao za razorenje jeruzalemskog hrama. Evanđelist Marko postupno nas uvodi otkrivajući mesijansku tajnu što se posvema očituje u smrti i u uskrsnuću Isusovu, da je Isus iz Nazareta pravi čovjek i pravi Bog.

## Štovanje
Sv. Marka se na slikama obično prikazuje s krilatim lavom kako piše, jer on naglašava snagu uskrsnuća i savladavanja smrti.
Zaštitnik je i odvjetnika, građevinskih radnika, zidara, staklara, pletača košara, notara i pisara, zatvorenika i Egipta. Njemu se utječe protiv nevremena, munje, tuče, protiv nepripravne smrti te za dobro vrijeme i dobru žetvu. Blagdan mu je u Rimokatoličkoj Crkvi 25. travnja, a istoga ga datuma slave i pravoslavne crkve (ako koriste julijanski kalendar, onda je to 8. svibnja po gregorijanskom kalendaru).

### Zaštitnik Venecije
Ostaci sv. Marka u 9. stoljeću iz Aleksandrije su preneseni u Veneciju, te su najprije pokopani u duždovoj kapeli, gdje je između 1063. i 1073. godine sagrađena Katedrala sv. Marka. Prema legendi, jedan je zidar pri gradnji pao sa skele, ali je molitvom sv. Marku ostao nepovrijeđen. Zbog toga je sv. Marko zaštitnik zidara.

### Tradicija
Uoči blagdana sv. Marka uobičajen je blagoslov polja i usjeva.

## Vanjske poveznice
- Marko Dragić, Sveti Marko evanđelist u kršćanskoj kulturnoj baštini Hrvata, Nova prisutnost: časopis za intelektualna i duhovna pitanja 14 (2), Zagreb, 2016. 259–281.

|  | Zajednički poslužitelj ima još gradiva o temi Sveti Marko |

| Koptske pape Aleksandrije | Koptske pape Aleksandrije   | Koptske pape Aleksandrije         |
| ------------------------- | --------------------------- | --------------------------------- |
| prethodnik -              | Aleksandrijske pape ? - 68. | nasljednik Anijan od Aleksandrije |